# Buenaventura Classic
El Buenaventura Classic es un torneo de golf profesional masculino que se realiza en Panamá y y forma parte del calendario del PGA Tour Latinoamérica. El torneo se llevó a cabo por primera vez en 2014 en el Buenaventura Golf Club el ganador inaugural fue Julián Etulain.

## Ganadores
| Año                  | Ganador              | País                 | Puntaje              | Margen de victoria   | Segundo(s)                                  | Ref                  |
| Buenaventura Classic | Buenaventura Classic | Buenaventura Classic | Buenaventura Classic | Buenaventura Classic | Buenaventura Classic                        | Buenaventura Classic |
| -------------------- | -------------------- | -------------------- | -------------------- | -------------------- | ------------------------------------------- | -------------------- |
| 2019                 | Jared Wolfe          | Estados Unidos       | 275 (−13)            | 5 golpes             | Mitchell Meissner Mito Pereira Ryan Ruffels |                      |
| Lexus Panama Classic |                      |                      |                      |                      |                                             |                      |
| 2017-18              | No se realizo        | No se realizo        | No se realizo        | No se realizo        | No se realizo                               | No se realizo        |
| 2016                 | Derek Rende          | Estados Unidos       | 276 (−12)            | 1 trazo              | Puma Domínguez                              |                      |
| 2015                 | Rodolfo Cazaubón     | México               | 276 (−12)            | 2 golpes             | Samuel Del Val Ethan Tracy                  |                      |
| 2014                 | Julián Etulain       | Argentina            | 271 (−17)            | 2 golpes             | Gato Zarlenga                               | [ 3 ]                |